# Cailleach
Cailleach [ˈkalʲəx], irisch pl. Cailleacha [ˈkalʲəxə], schottisch-gälisch pl. Cailleachan [kaʎəxən] bezeichnet in der keltischen Mythologie eine Gruppe gälischer Sagengestalten aus Schottland, Irland und der Isle of Man. Die Cailleacha sind hexenartige Riesinnen und werden zumeist mit dem Wetter in Verbindung gebracht.

## Bedeutung
Die meisten Cailleachan gelten als Verkörperung des Winters, andere sind Verursacherinnen von Stürmen, Beschützerinnen der Tiere oder Schöpferinnen bestimmter Seen, Flüsse, Berge oder Inseln. Auf die Cailleach-Gestalten wurden Züge älterer keltischer Lokal- und Erdgöttinnen übertragen. Verwandte Gestalten sind die Black Annis oder Gentle Annie, Gwrach y Rhibyn, Banshee, Bronach und Mal. Nach Max Dashu verbindet die irische mündliche Überlieferung die Cailleach mit Denkmälern der Jungsteinzeit. Einige Passage tombs tragen ihren Namen, andere soll sie errichtet haben. Beispiele sind Calliagh Birra’s House am Slieve Gullion im County Armagh, Leabhadh Chailligh und the “Crone’s Bed” im County Cork, aber insbesondere wird sie mit Loughcrew verbunden.

## Etymologie
Die Bezeichnung Cailleach bedeutet ‚Nonne‘, ‚Die Verhüllte‘, ‚Hexe‘ oder ‚alte Frau‘ und leitet sich vom lateinischen Wort pallium (‚Schleier‘ bzw. kirchliches Gewand, das von Frauen getragen wird) ab. Im Altirischen findet sich das Nomen caillech (‚die Verhüllte‘) zu caille (‚Schleier‘). Differenzierte Begriffe im heutigen Gälischen sind cailleach dhubh (Nonne), cailleach oidhche (‚Eule‘ - wörtlich ‚Nachtfrau‘) und cailleach feasa (Weissagerin) sowie cailleach phiseogach (‚Zauberin‘). Mit cailleach sind die modernen schottisch-gälischen Lexeme caileag (‚junge Frau‘, ‚Mädchen‘) und Scots carline/carlin (‚alte Frau‘, ‚Hexe‘) verwandt.

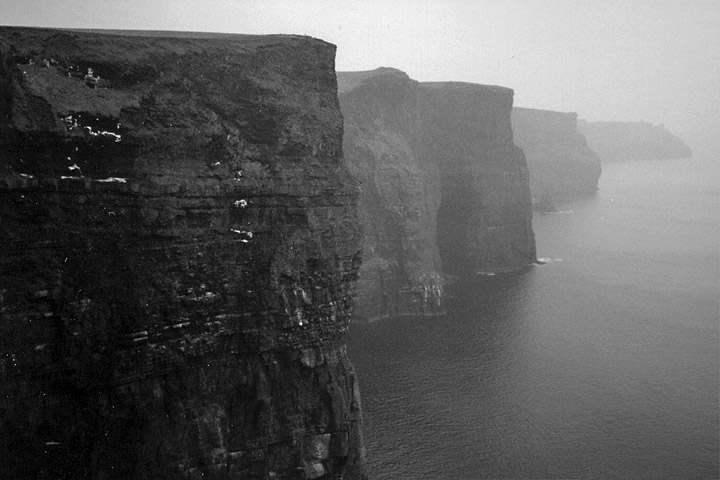
Ceann na Cailleach (Hags head, „Hexenhaupt“), Südwestspitze der Cliffs of Moher im County Clare, einer der vielen nach den Cailleach benannten Orte

## Weitere Cailleachan
- Cailleach Beinne Bric oder Brice (schottische Berghexe)
- Cailleach Bérri, auch Senainne Bérri („Die Alte von Beare“, Ahnfrau)
- Cailleach chearc (Wahrsagerin von Lough Erne)
- Cailleach Dhubh (Irische Höhlenhexe)
- Cailleach Mhor (Wetterhexe in Schottland)
- Cailleach Mhor A Chilibric (die große Hexe von Clibric)
- Cailleach Mhor Nam Fiadh (See-Hexe in Kilmorack, Schottland)
- Cailleach na Deannach (Schottische Tanz-Figur)
- Cailleach na Mointeach (Schottische Moorhexe)
- Cailleach na Montaigne (Schottische Gebirgshexe)
- Cailleach uisge (Wasserhexe der schottischen Highlands)
- Cailleach Uragaig (Winterhexe der Insel Colonsay in Schottland)
- Caillagh ny Groamagh (Jahreszeitenhexe der Isle of Man)
- Caillagh ny Gueshag (Wahrsager-Hexe der Isle of Man)
- Caillagh Groarnagh (Wetterhexe der Isle of Man)